# 1997 TM18
1997 TM18 är en asteroid i huvudbältet som upptäcktes den 3 oktober 1997 av Beijing Schmidt CCD Asteroid Program vid Xinglong-observatoriet.